# گریگوری آبود
گریگوری دومینیک آبود (به انگلیسی: Gregory Abowd) (زاده ۱۲ سپتامبر ۱۹۶۴) دانشمند رایانه است که بیشتر به خاطر کارش در زمینه محاسبات همه جا حاضر ، مهندسی نرم‌افزار و فناوری‌های اوتیسم شناخته شده است. او در حال حاضر به عنوان رئیس دانشکده مهندسی و استاد مهندسی برق و رایانه در دانشگاه نورث‌ایسترن خدمت می‌کند. او قبلاً پروفسور JZ Liang در دانشکده محاسبات تعاملی در موسسه فناوری جورجیا بود و در سال ۱۹۹۴ به این دانشکده پیوست.

## زندگی‌نامه

### اوایل زندگی
گرگوری آبود در سال ۱۹۶۴ به دنیا آمد و در فارمینگتون هیلز، حومه دیترویت، میشیگان بزرگ شد. او در سال ۱۹۸۶ با مدرک لیسانس ریاضیات از دانشگاه نوتردام فارغ‌التحصیل شد. او به عنوان دانش پژوه رودز در دانشگاه آکسفورد در انگلستان تحصیل کرد و در ۱۹۸۷ مدرک کارشناسی ارشد و در ۱۹۹۱ پی‌اچ‌دی را در زمینه محاسبات دریافت کرد.
او از سال ۱۹۸۹ تا ۱۹۹۹۲ عضو پژوهشی در دانشگاه یورک و عضو پسادکتری از سال ۱۹۹۲ تا ۱۹۹۴ در دانشگاه کارنگی ملون بود. در سال ۱۹۹۴ به عضویت هیئت علمی مؤسسه فناوری جورجیا منصوب شد.